# Vulgichneumon
Vulgichneumon is een geslacht van insecten uit de orde van de vliesvleugeligen (Hymenoptera) en de familie Ichneumonidae.

## Soorten
- V. bimaculatus (Schrank, 1776)
- V. brevicinctor (Say, 1825)
- V. cagnatus (Fonscolombe, 1847)
- V. clypeatus (Berthoumieu, 1896)
- V. cordiger (Kriechbaumer, 1882)
- V. deceptor (Scopoli, 1763)
- V. diminutus (Matsumura, 1912)
- V. drydeni Heinrich, 1978
- V. heleiobatos (Porter, 1964)
- V. hirookaensis (Uchida, 1935)
- V. horstmanni Selfa & Anento, 1996
- V. inconspicuus (Heinrich, 1938)
- V. leucaniae (Uchida, 1924)
- V. leucanioides (Iwata, 1958)
- V. lissolaba Townes, Momoi & Townes, 1965
- V. mimicus (Cresson, 1867)
- V. normops Heinrich, 1967
- V. phaeogenops Heinrich, 1972
- V. saevus (Cresson, 1867)
- V. saturatorius (Linnaeus, 1758)
- V. siremps (Kokujev, 1909)
- V. stegemanni (Heinrich, 1934)
- V. suavis (Gravenhorst, 1820)
- V. suigensis (Uchida, 1927)
- V. taiwanensis (Uchida, 1927)
- V. takagii (Uchida, 1956)
- V. terminalis (Cresson, 1864)
- V. trifarius (Berthoumieu, 1892)
- V. uchidai Momoi, 1970